# Ɑ̌
Cette page contient des caractères spéciaux ou non latins. S’ils s’affichent mal (▯, ?, etc.), consultez la page d’aide Unicode.
Ɑ̌ (minuscule : ɑ̌), appelé alpha latin caron ou alpha latin antiflexe, est un graphème utilisé dans l’écriture de certaines langues camerounaises dont le medumba. Il s’agit de la lettre alpha latin diacritée d’un caron.

## Utilisation
En langues camerounaises suivant l’Alphabet général des langues camerounaises, ‹ Ɑ̌, ɑ̌ › représente une voyelle ouverte postérieure (arrondie /ɑ/ ou non arrondie /ɒ/) avec un ton montant. Il ne s’agit d’une lettre à part entière, et elle placée avec l’alpha latin sans accent ou avec un autre accent dans l’ordre alphabétique.

## Représentations informatiques
L’alpha caron peut être représenté avec les caractères Unicode suivant (Alphabet phonétique international, diacritiques, latin étendu C) :
| formes    | représentations | chaînes de caractères | points de code | descriptions                                    |
| --------- | --------------- | --------------------- | -------------- | ----------------------------------------------- |
| capitale  | Ɑ̌               | Ɑ◌̌                    | U+2C6D U+030C  | lettre majuscule latine alpha diacritique caron |
| minuscule | ɑ̌               | ɑ◌̌                    | U+0251 U+030C  | lettre minuscule latine alpha diacritique caron |